# Горнолыжные курорты Австралии

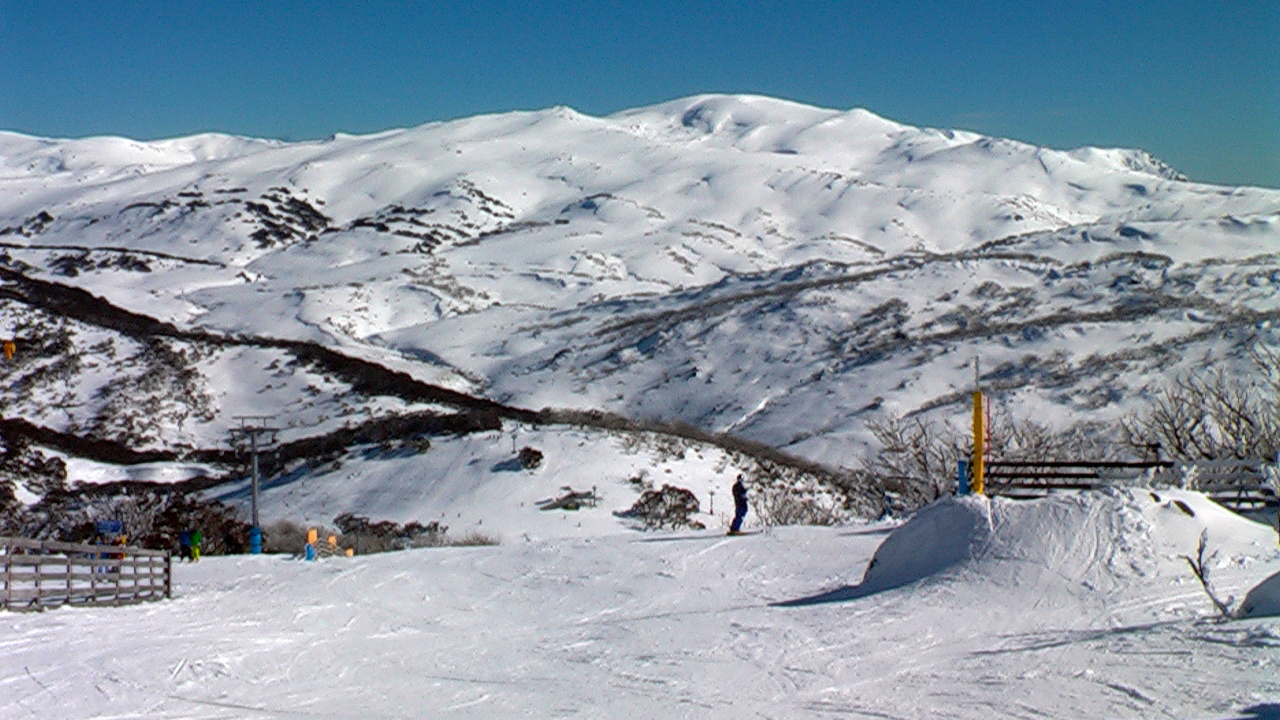
Гутега — одна из четырёх баз крупнейшего в стране курорта Перишер.

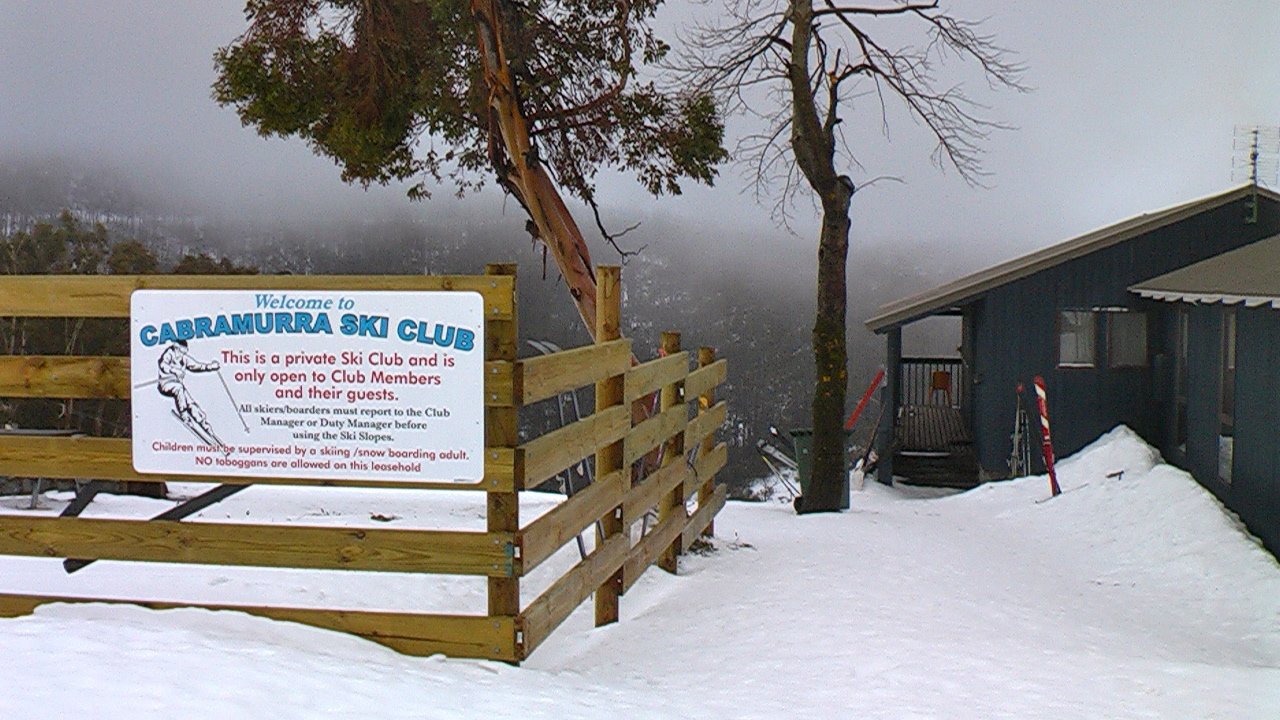
Лыжный клуб Кабрамурры

Горнолыжные курорты Австралии находятся в высокогорных районах штатов Новый Южный Уэльс, Виктория и Тасмания, а также Австралийской столичной территории, они работают только в зимние месяцы (зима в Южном полушарии приходится на июнь—август).
Первый в Австралии горнолыжный курорт был открыт в городе Киандра около 1861 года. Первый подъёмник для лыжников сконструирован близ заповедника Маунт-Баффало в 1936 году. Австралийские лыжники впервые выступали на зимней Олимпиаде 1952 года в Осло, после чего принимали участие в каждых зимних Олимпийских играх, а в 1998 году они привезли бронзовую медаль с игр. Малькольм Милн в 1969 году стал первым неевропейцем, выигравшим мировой чемпионат по горнолыжному спорту; среди олимпийских медалистов из Австралии — лыжницы Зали Стегалл, Алиса Кэмплин, Лидия Ласилла, лыжник Дейл Бегг-Смит и сноубордистка Тора Брайт.
Зимой в Австралии имеется множество пригодных для катания на лыжах мест на высоте от 1250 до 2200 метров, преимущественно от 1500 метров. Курорт Тредбо близ горы Косцюшко включает в себя самый большой подъём в стране — 2037 метров; высота основы — 1365 метров. В курорте Киандра подъём равен 1400 метров, а на Маунт-Мосон близ административного центра Тасмании — 1250 метров.
В стране имеется несколько баз отдыха для скоростного спуска, включая Тредбо и курорта Перишер в Новом Южном Уэльсе и Маунт-Баллер и Фоллс-Крик в Виктории. Лыжные гонки популярны в национальных парках Косцюшко и Альпийском и возможны в Намаджи и в парках, входящих в состав охраняемых ЮНЕСКО территорий Тасмании. Крупнейший в стране и самый популярный в штате Виктория снежный курорт — деревня Маунт-Баллер.

## История и крупнейшие курорты

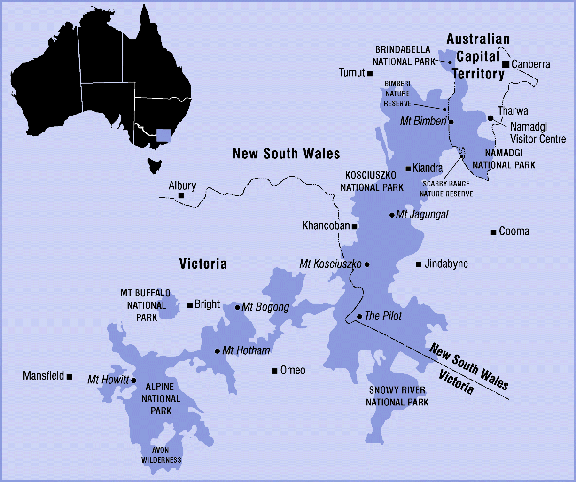
Высокогорные национальные парки страны.

Лыжный спорт практикуется в трёх штатах: Новом Южном Уэльсе, Виктории и Тасмании, а также в австралийской столичной территории во время зимы. С июня по октябрь появляется множество пригодных для катания площадей, что привело к появлению множества курортов: крупные Тредбо, Перишер, Шартолл-Пасс, Сельвин-Сноуфилдс в Новом Южном Уэльсе; Маунт-Баллер, Фоллс-Крик, Маунт-Готем, гора Бо-Бо в Виктории; небольшие курорты Бен-Ломонд и Маунт-Мосон в Тасмании.
В Новом Южном Уэльсе расположены самые высокогорные курорты: подъёмник в Тредбо заканчивается на высоте 2037 м, самая высокая точка Перишера близка к 2034 метрам, а Шарлотт-Пасс — 1990 м. В Виктории самые высокие курорты — на горе Готем (1845 м), Фоллс-Крик (1842 м) и Маунт-Баллер (1805 м).
Главный туристический город Нового Южного Уэльса — Джиндабайн, хотя большинство курортов также имеют местные отели. Другие города, предоставляющие услуги для туристов-лыжников — Кума и Адаминаби в Новом Южном Уэльсе и Брайт в Виктории. Канберра находится на небольшом расстоянии от курортов Нового Южного Уэльса, а Мельбурн — от некоторых курортов Виктории, например, в 120 км от горы Бо-Бо.
В высочайшем городе страны, Кабрамурре, также есть частные лыжные объекты для местных жителей и пансионат в деревне Диннер-Плейн.

### Новый Южный Уэльс

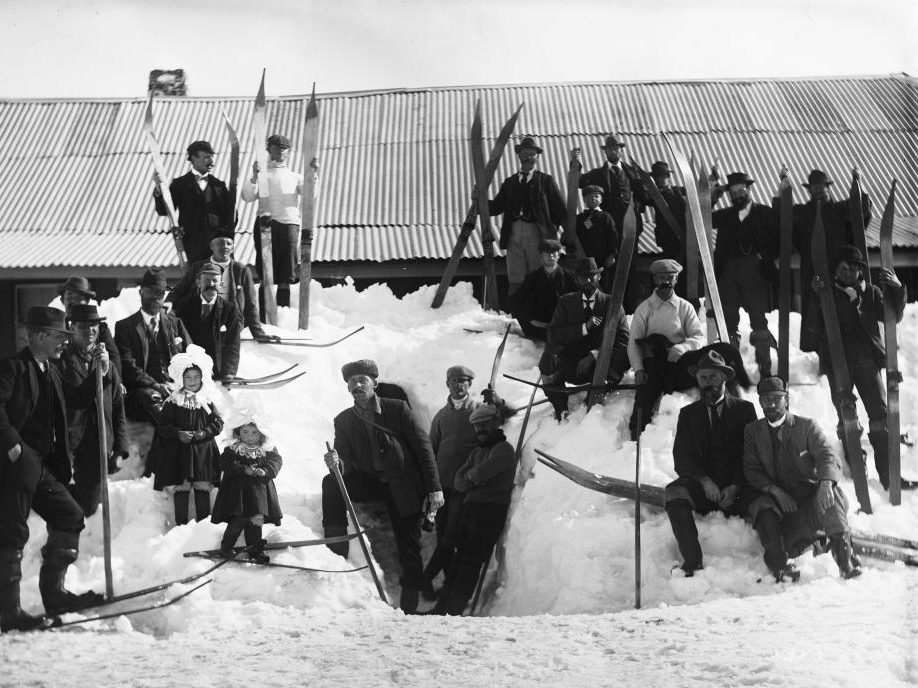
Лыжники в Киандре во время карнавала. Фото Чарльза Керри, 1900

В Новом Южном Уэльсе находятся самые старые, крупные и высокогорные курорты страны. Кататься на лыжах для удовольствия  начали около 1861 года в городе Киандра местные шахтёры-норвежцы. Первый в мире лыжный клуб также появился в Киандре, в 1861 году; изначально он назывался Kiandra snow shoe club и дожил до наших дней.

#### Киандра и северные снежные поля

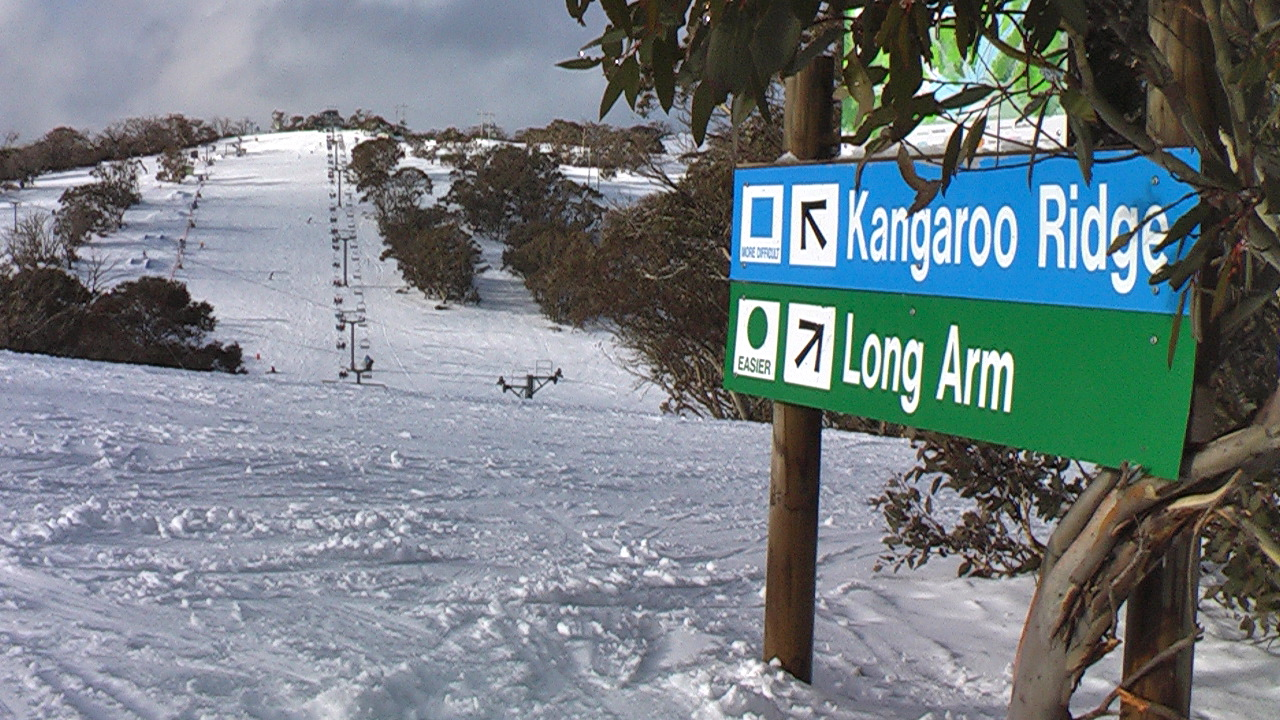
Сельвин-Сноуфилдс, июль 2011 года

Киандра зимой часто оказывалась изолирована из-за выпадающего снега, и в 1861 году норвежские старатели смастерили более 40 пар коротких и длинных снегоступов и досок для катания. В то время в Киандре не было ни изгородей, ни ограды из столбов.
Лыжный клуб «Kiandra Snow Shoe Club» устраивал раздельные гонки для женщин и детей как минимум в 1885 году. Первая известная победительница чемпионата по скоростному спуску — Барбара Ян (англ. Barbara Yan). Через два года, в 1887 году, она снова победила в женских соревнованиях, а её младшие сёстры взяли первое место в номинации «до 8 лет» и второе в номинации «до 12». В 1908 году клуб провёл первое в истории международное соревнование, названное (англ. International and Intercontinental Downhill Skiing Carnival). Американская команда заняла 1-е место, Австралия — 2-е, Великобритания — 3-е.
Самый старый из проводящихся в стране чемпионатов по горным лыжам — кубок Бальмэйна (англ. Balmain Cup). К 1933 году участвовать в соревнованиях смогли лыжники из любой страны или клуба, но Артур Бальмэйн считал, что это нечестно по отношению к местным, и стал выдавать непереходящий кубок только местным жителям, которые состояли в местном же лыжном клубе по крайней мере 12 недель. Изначально лыжники соревновались в скоростном спуске, слаломе, прыжках и кроссе. В 1946 году формат соревнований был изменён, а прыжки исключены из программы.
К югу от Киандры, близ горы Джагунгал, в 1939 году была построена горная хижина для лыжников; добраться до неё можно было лишь на лыжах и вьючных лошадях.
Золотая лихорадка в Киандре быстро кончилась, но город обслуживал туристов ещё более века. Суд города закрыл полицейское управление в 1937 году, которое в 1953 году превратилось в отель Челей (англ. Chalet Hotel). Владелец отеля также имел в собственности бугельный подъёмник. Отель закрылся в 1973 году, а здание стало дорожной станцией. Первый тавровый подъёмник в Австралии появился на холме Тауншип в 1957 году, а в 1978 все подъёмники были перенесены на соседнюю гору Сельвин (Сельвин-Сноуфилдс). Сельвин — самый северный в Австралии курорт; высшая точка — 1614 метров. Около 88 % трасс и площадей предназначено для начинающих и катающихся на среднем уровне, хотя имеется небольшое количество мест для отдыха опытных лыжников и сноубордистов.
Более длинные склоны и более надёжное снежное покрытие находятся южнее, близ горы Косцюшко.

#### Регион Косцюшко

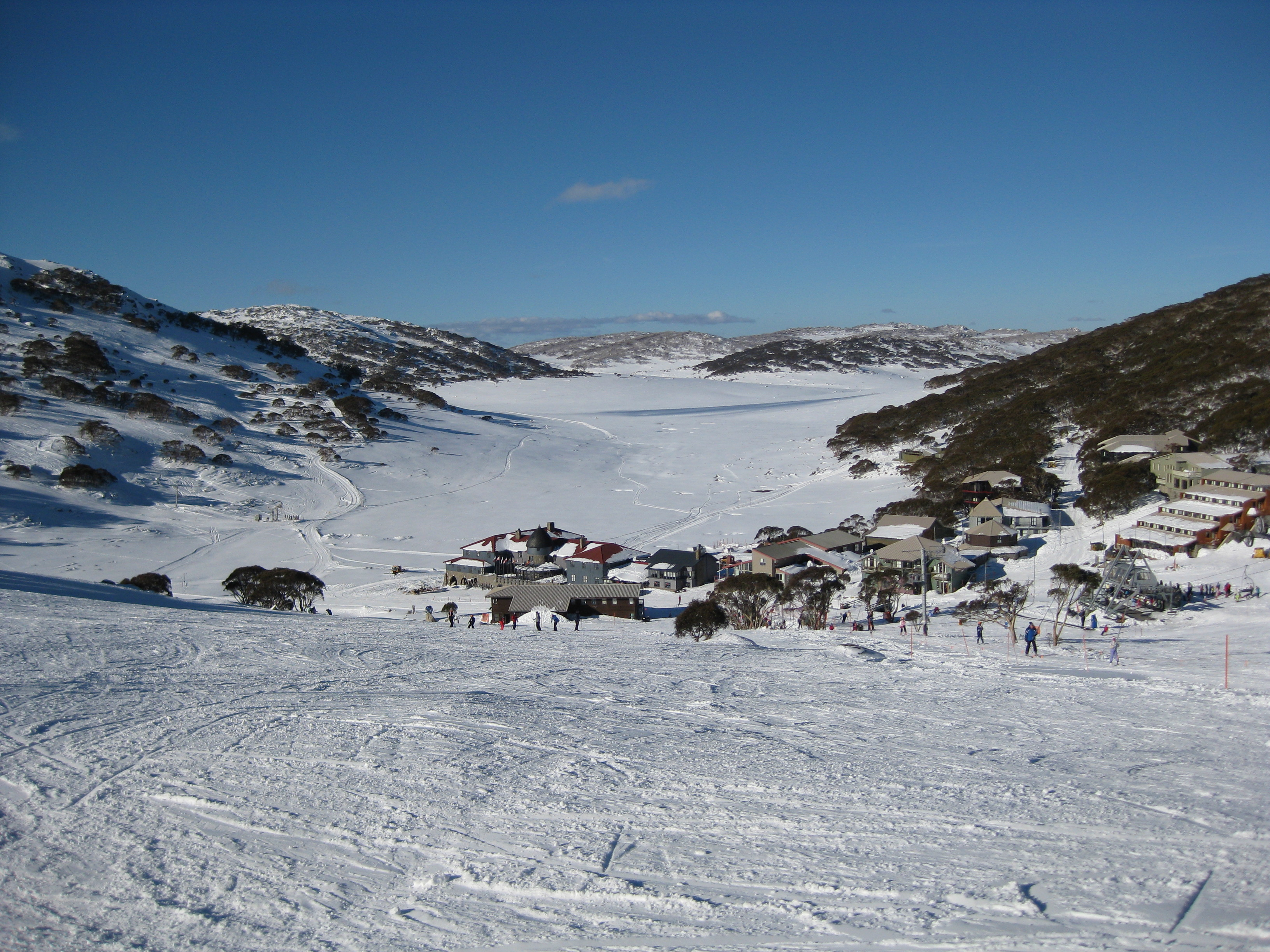
Шарлотт-Пасс, один из пионеров австралийской зимнетуристической индустрии. Высота около 1760 метров

В 1900 году была построена хижина над откосом Тредбо, ею стали пользоваться местные лыжники. В 1909 году правительство штата открыло отель Косцюшко (ныне Споунэрс Челей, Sponars Chalet, близ Смиггин-Хоулс).

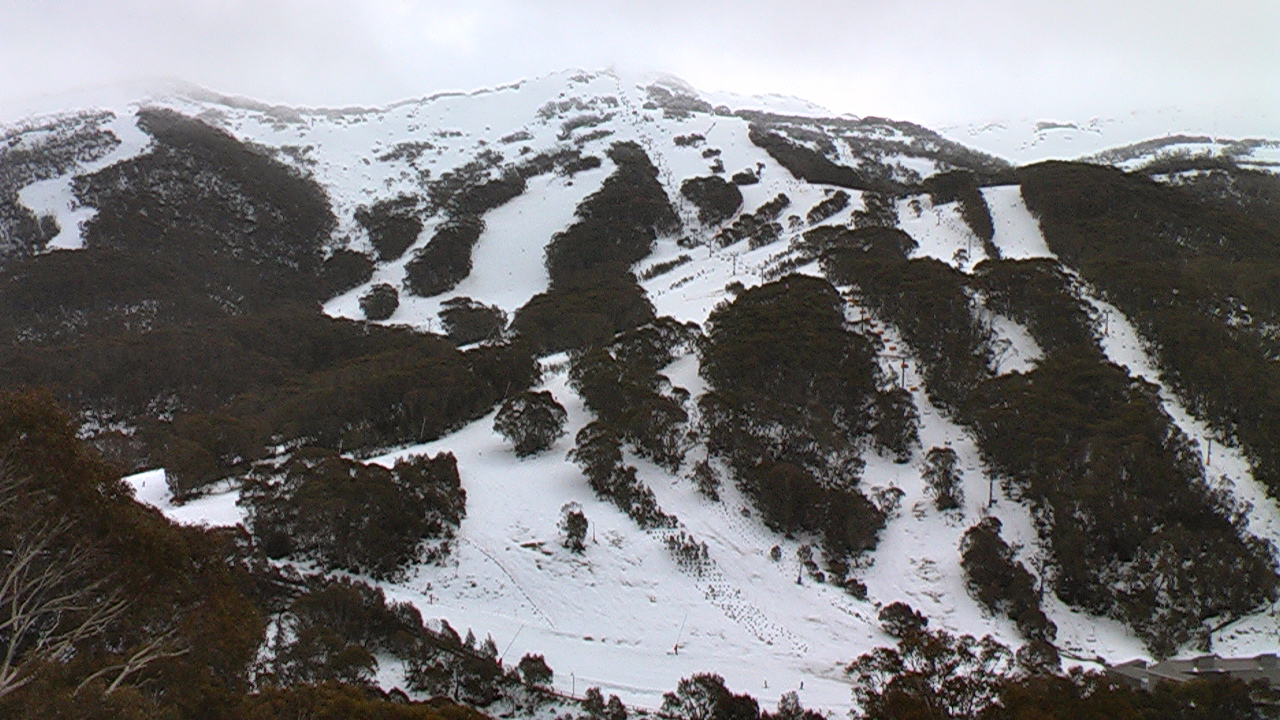
Тредбо — самый высокий курортный склон в стране

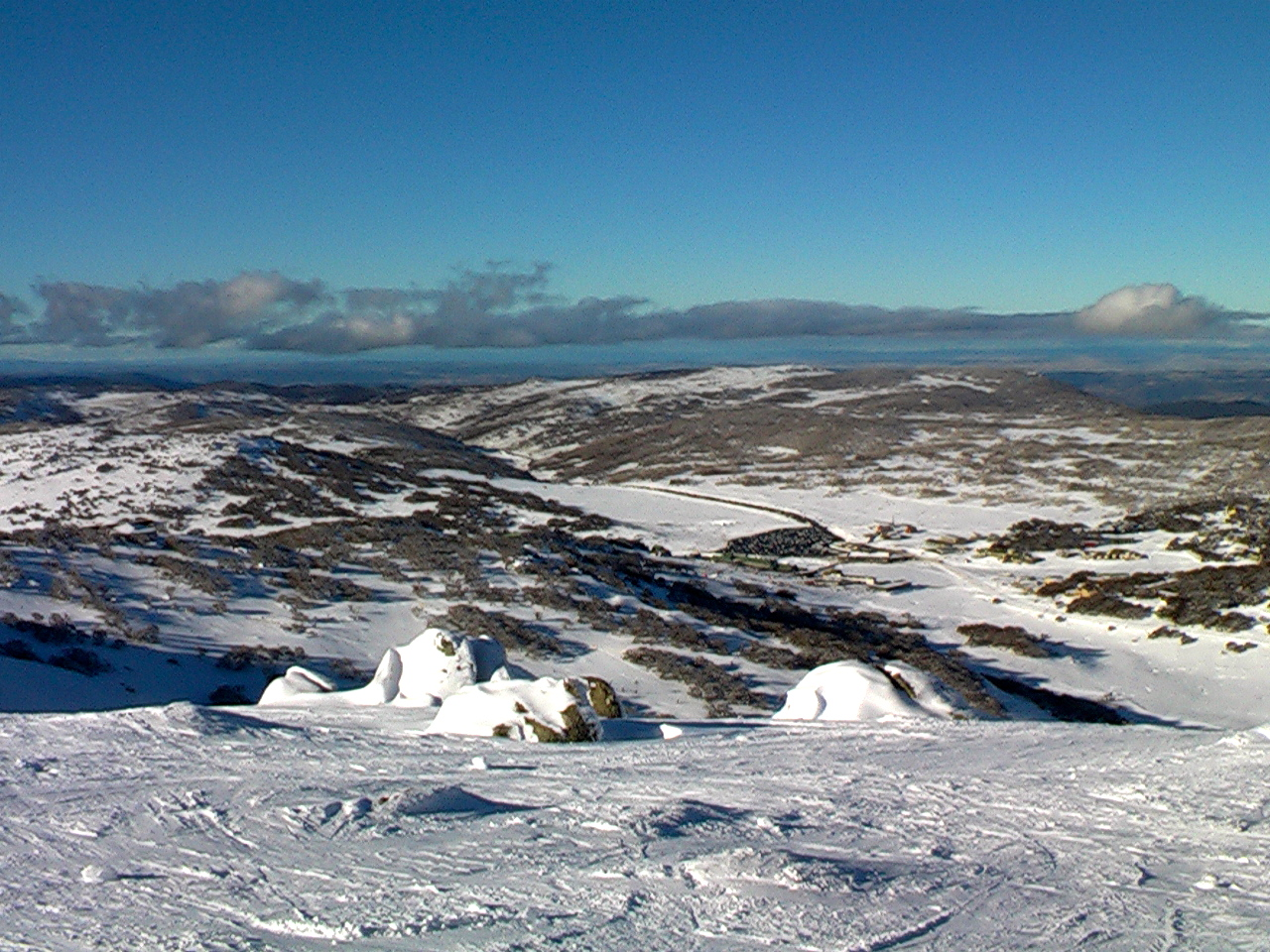
Долина Перишер у одноимённой горы

Первый туристический коттедж был построен у Косцюшко в Шарлотт-Пасс в 1930 году, упростив доступ к высокогорным районам страны. В 1964 году в Австралии открылся самый длинный в мире кресельный подъёмник, который должен был перевозить лыжников из долины Тредбо в Шарлотт-Пасс, однако он вскоре был закрыт по техническим причинам. Деревня Шарлотт-Пасс расположена на высоте 1760 метров, что делает её самой высокой среди курортов страны; зимой добраться до неё можно только на снегоходах. Рост числа лыжников в Шарлотт-Пасс вызвал появление кафе в Смиггин-Хоулс примерно в 1939 году, откуда конные сани доставляли лыжников к коттеджу Косцюшко. Крупнейшие курорты Тредбо и Перишер были открыты после сооружения в Снежных горах гидрокомплекса в 1949 году. Постройка дамбы близ деревни Гутега позволила лыжникам добираться до этой удалённой местности, и в 1957 году там был построен бугельный подъёмник.
Австралийский высокогорный клуб был основан в 1950 году Чарльзом Энтоном, предполагавшим строительство цепи курортных гостиниц для лыжников по всем австралийским альпам. Близ Косцюшко построили несколько коттеджей и подъёмник, последний открыли в 1954 году. Популярность курорта несколько снизила спустившаяся в 1956 году лавина, которая уничтожила одно из зданий и убила человека.
Энтон также оценил потенциал долины Тредбо для строительства крупного курорта и деревни; оно началось в 1957 году. Сегодня в Тредбо находятся 14 подъёмников и самая длинная в стране лыжня длиной 5,9 км (от подъёмника Кэрел до Фрайди-Флэт) и самый высокий спуск (672 метра).
Последнее крупное открытие в регионе состоялось в 1980-х годах — открылась база Блю-Кау. В 1987 году начала работать зубчатая железная дорога Скайтьюб-Альпайн, доставляющая лыжников по шоссе «Альпайн-Уэй» от платформы Баллокс в долину Перишер и Блю-Кау. Владельцы Блю-Кау приобрели Гутегу в 1991 году, а объединённый курорт позже слился с Перишер-Смиггинс, став крупнейшим в Южном полушарии. В 2001 году в Перишер было 47 подъёмников, обслуживающих 1245 гектар, и четыре базы: долина Перишер (подъём 1720 м), Блю-Кау (1890 м), Смиггин-Хоулс (1680 м) и Гутега (1640 м).

### Виктория

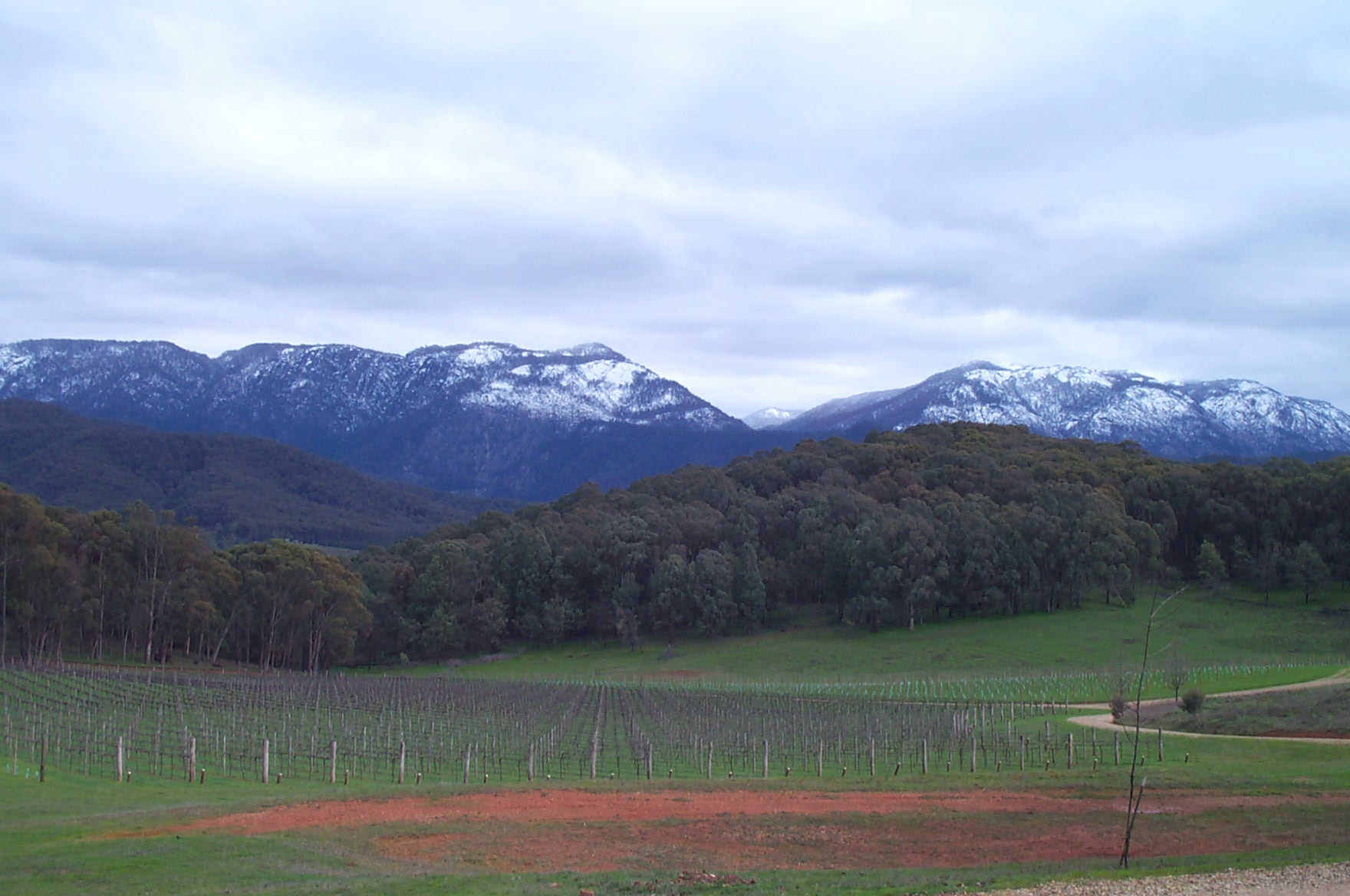
Первый бугельный подъёмник в Австралии был установлен на горе Баффало в 1936 году

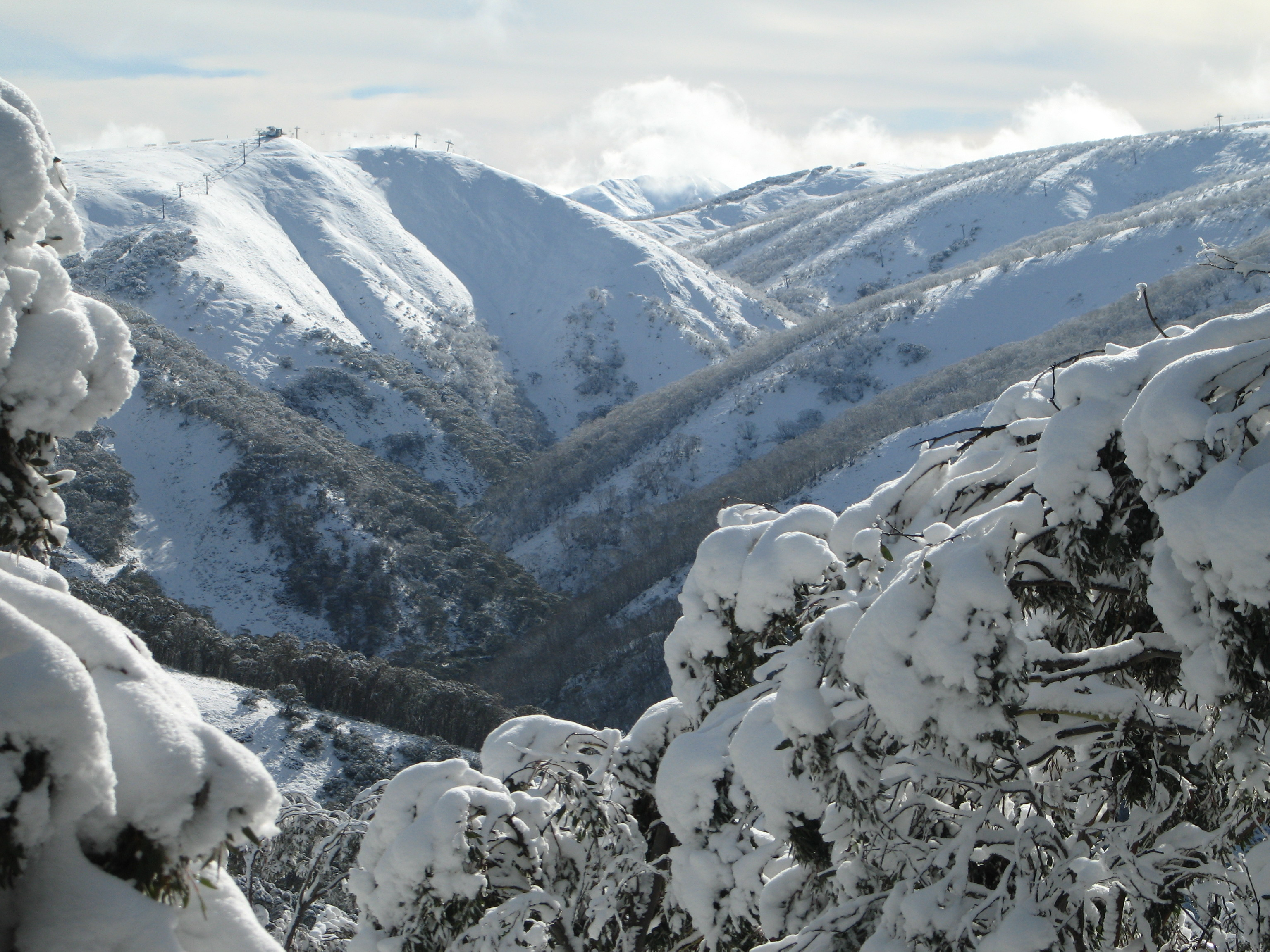
Гора Готем

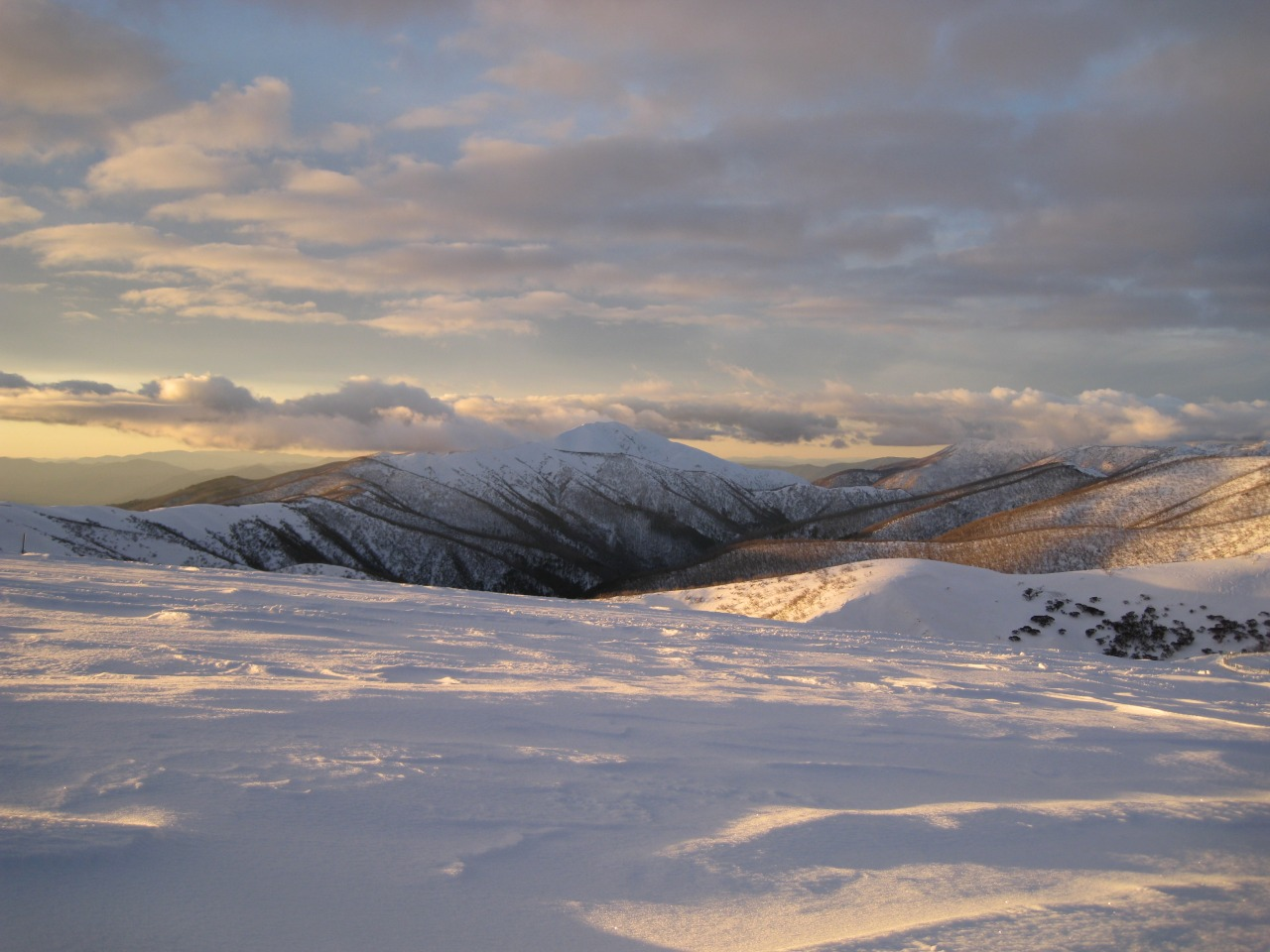
Гора Федертоп, вид с горы Готем

В Виктории больше всего в стране горнолыжных курортов. Высочайший пик штата — Боугэн (1986 м).
На горе Сэйнт-Бернард примерно в 1863 году был построен приют на высоте 1540 метров. Он стоял на тропе, соединявшей золотые прииски Виктории. Местные жители со временем стали пользоваться снегоступами, а в 1884 году рядом появился ещё один приют большего размера. Горными лыжами в регионе занимались уже в 1880-х годах. Первое зимнее пересечение австралийских альп было совершено в 1900 году. Приют владел лыжной инфраструктурой до 1930-х годов, однако был уничтожен разрушительным лесным пожаром 1939 года.
На горе Баффало лыжным спортом стали заниматься в 1890-х годах, а в 1910 году был построен коттедж «Mount Buffalo». Первый лыжный подъёмник в стране появился у горы Баффало в 1936 году. Первая лыжная база на горе появилась в 1954 году. Лесной пожар 2006 года заставил временно закрыть базу.
Каменный коттедж появился на горе Готем в 1925 году, а первый подъёмник появился там в 1951. В 1945 году в 120 км от Мельбурна возвели коттедж на горе Бо-Бо, спустя десять лет там же появился подъёмник. Первый подъёмник на горе Баллер начал работу в 1949 году, тогда же в Фоллс-Крик закончили установку бугельного подъёмника. В 1957 году там же был построен первый в стране кресельный подъёмник.
Международный школьный чемпионат по зимним видам спорта на горе Баллер,  по заявлениям представителей, является крупнейшим в мире; в 2008 году в нём участвовало 3500 человек.
В Виктории находится Скайсити (англ. SkiCity), единственный в стране городской учебный центр для лыжников и сноубордистов. Он расположен в Мельбурне, в приморском районе Челтенем. Там находится три механизированных бесконечных спуска, позволяющих лыжникам и сноубордистам тренироваться на протяжении всего года на всех уровнях сложности.

### Австралийская столичная территория

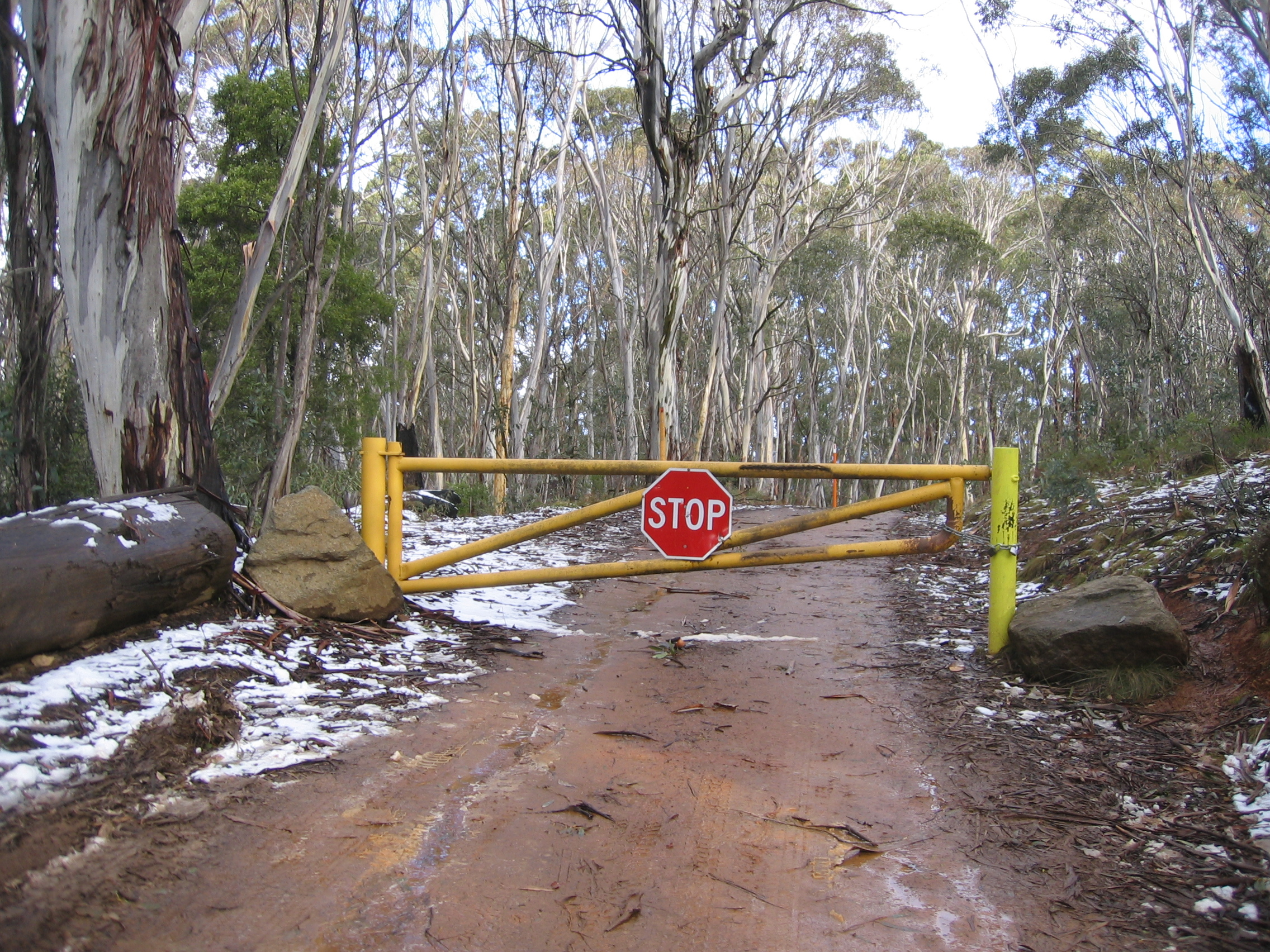
Дорога к горе Франклин, построенная в 1930-х годах

Самые северные места для лыжного спорта в Австралии находятся в Австралийской столичной территории — в горах Бриндабелла, которые кончаются к западу от Канберры, столицы Австралии. Высочайшая вершина столичной территории — Бимбери (1912 метров).
В 1938 году близ горы Франклин был построен коттедж для обслуживания местного лыжного клуба, возле него очистили пригодные для катания пространства и устроили импровизированные подъёмники. Коттедж позже превратился в музей, но он был уничтожен пожарами 2003 года. В этом регионе занятия лыжным спортом возможны, когда позволяют условия. Также лыжня есть на горе Джинджера, возвышающейся над Канберрой на высоте 1855 м.
Зимние виды спорта доступны в лесу Корин (англ. Corin Forest) близ Канберры. После пожаров 2003 года был составлен черновой вариант плана, согласно которому в лесу будет установлено три 600-метровых подъёмника и снежные пушки.

### Тасмания

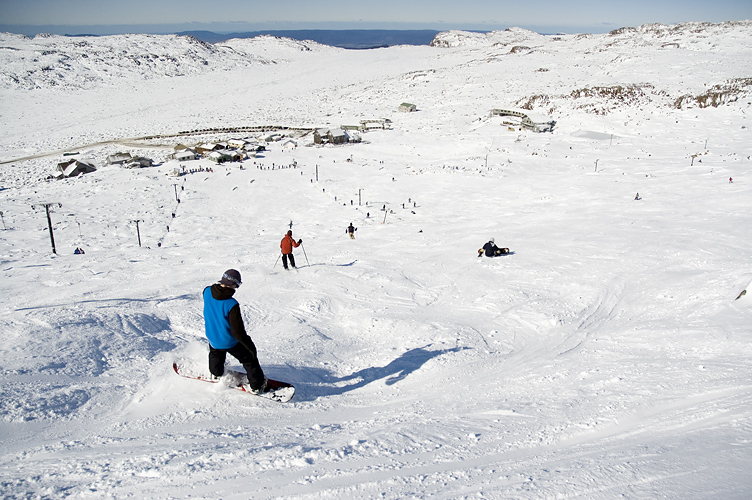
Высшая точка горного массива Бен-Ломонд — Легс-Тор

Наиболее южные лыжные трассы Австралии находятся на Тасмании, гористом острове к югу от континента. Больша́я часть острова зимой покрывается снегом. Высочайшая точка острова — гора Осса высотой 1614 метров, кроме неё на острове есть семь гор выше 1500 метров и 28 гор выше 1220 метров. Административный центр, Хобарт, стоит у подножия горы Веллингтон, которая зимой покрывается снегом.
Основное место для горнолыжного спорта на острове — горный массив Бен-Ломонд, расположенный в 60 км от Лонсестона. Деревня находится на высоте 1460 метров, самая высокая её точка — на высоте 1570 метров. Сезон обычно начинается в середине июля, в самое популярное время работают одновременно все семь подъёмников. Некоторое количество лыжной инфраструктуры имеется в парке Маунт-Филд на горе Мосон, примерно в 89 км на северо-запад от Хобарта; высота тех мест — от 1200 до 1320 метров.
Завораживающий вид открывается с объекта всемирного наследия ЮНЕСКО горы Крейдл; там также можно кататься на лыжах.

## Соревнования по зимнему спорту

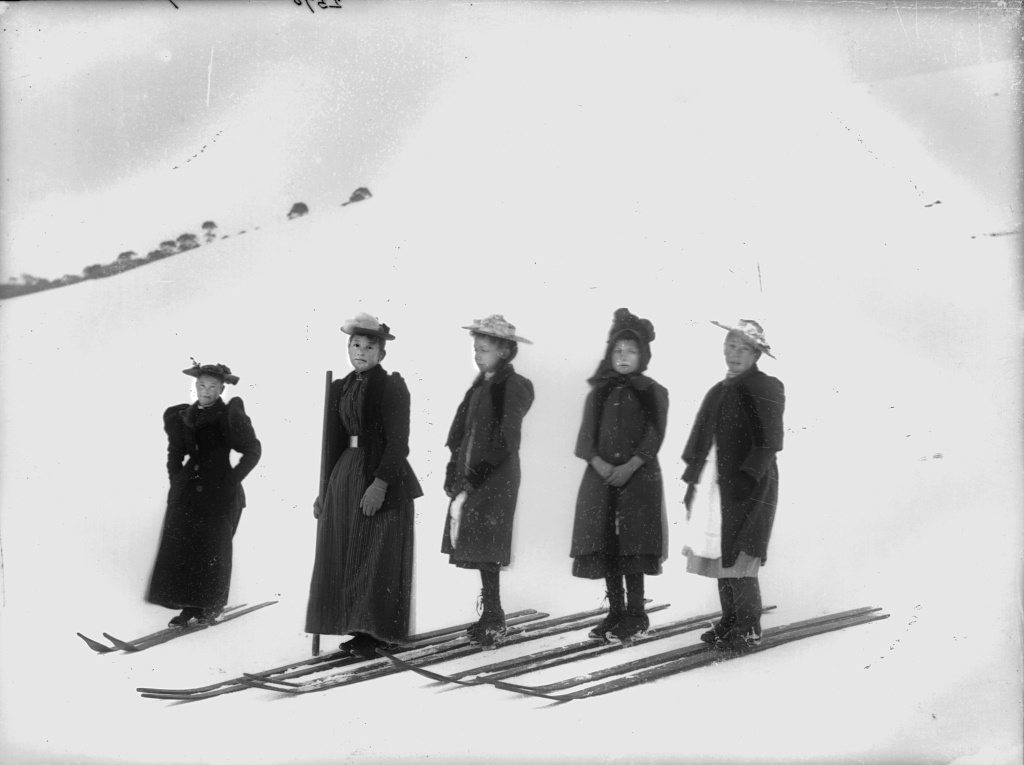
Начало женской лыжной гонки в Киандре, ок. 1900 года

Австралия была одной из первых стран, где начали заниматься соревновательным лыжным спортом — в Киандре первые гонки проводили в XIX веке. Клуб зимних видов спорта, основанный в 1861 году тремя норвежцами, Элиасом Готтосом, Сореном Торпом и Карлом Бьеркнесом, считается старейшим в мире. В 2006 году Музей лыжного спорта в Хольменколлене подтвердил, что лыжный клуб Киандры был первым в мире, одновременно с ним был основан другой лыжный клуб в Норвегии.
Лыжные гонки проводили с 1860-х годов, а в 1908 году Клуб провёл первые в мире международные соревнования по лыжному спорту — «Международный лыжный карнавал». Кроме лыж, на карнавале провели гонки на тобогганах.

## Лыжные гонки и скоростной спуск

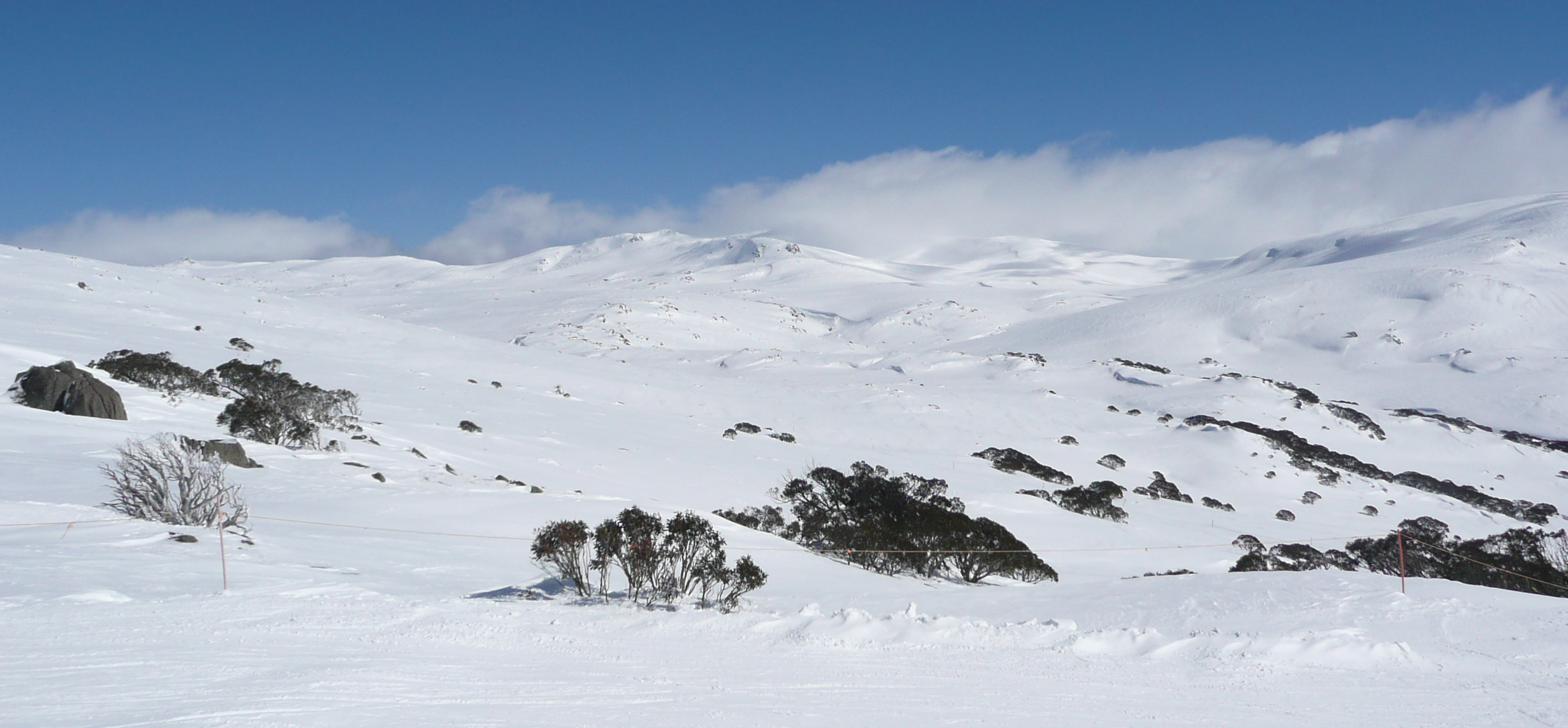
Главный хребет Снежных гор и гора Косцюшко

Одни из наиболее сложных трасс для скоростного спуска в стране находятся у горы Твайнем и скал Уотсона (англ. Watsons Crags) на крутом западном склоне хребта. Гора Джагунгал подходит для «дикого» спуска. В этом районе расположено несколько хижин. Хижина Симена, построенная в качестве укрытия в 1929 году близ Косцюшко, возведена в память Лори Симена (англ. Laurie Seaman), отставшего от группы и погибшего в метель годом ранее.

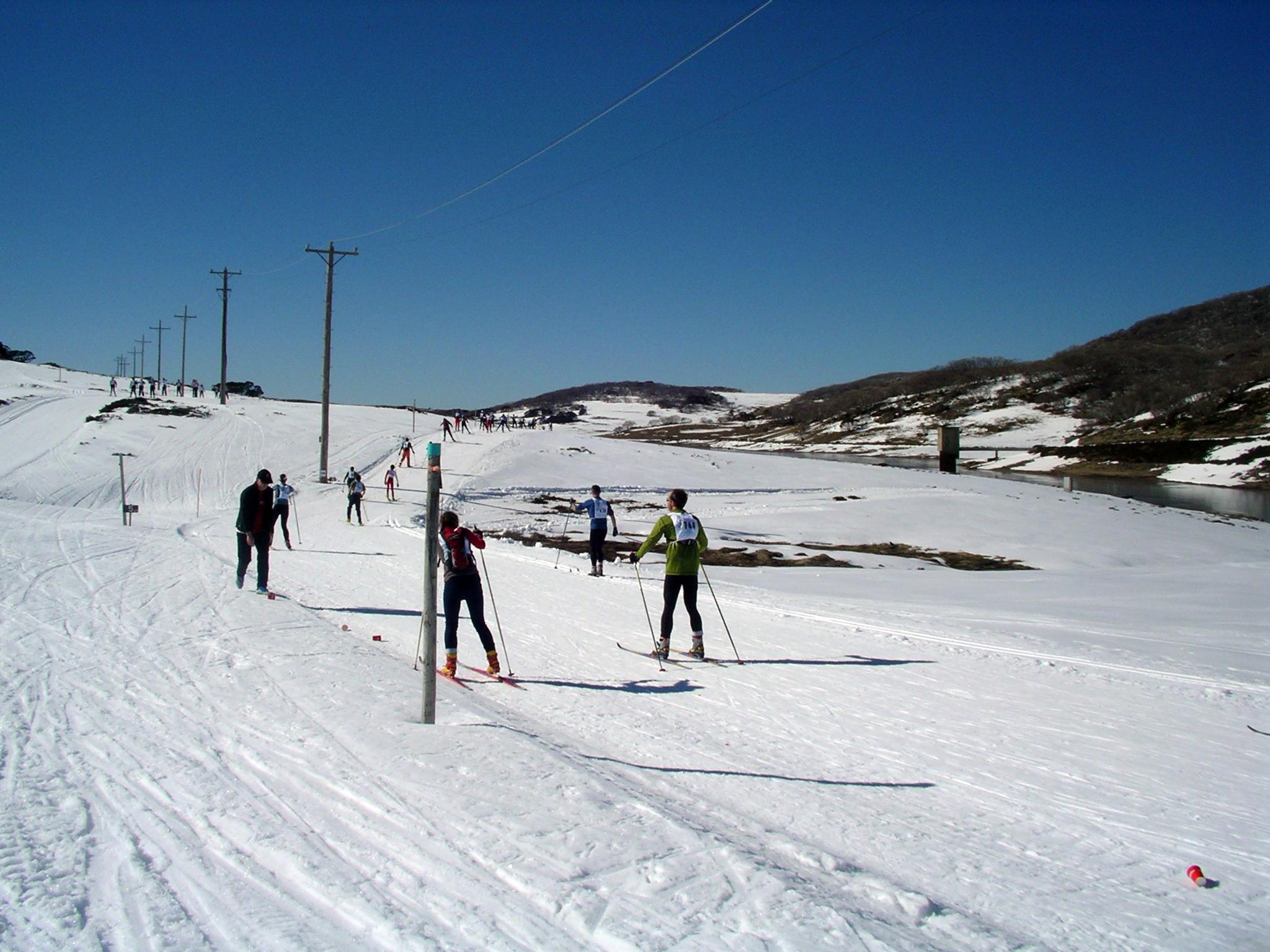
Кангару-хоппет, ежегодная 42-километровая гонка, проходящая в Фоллс-Крик

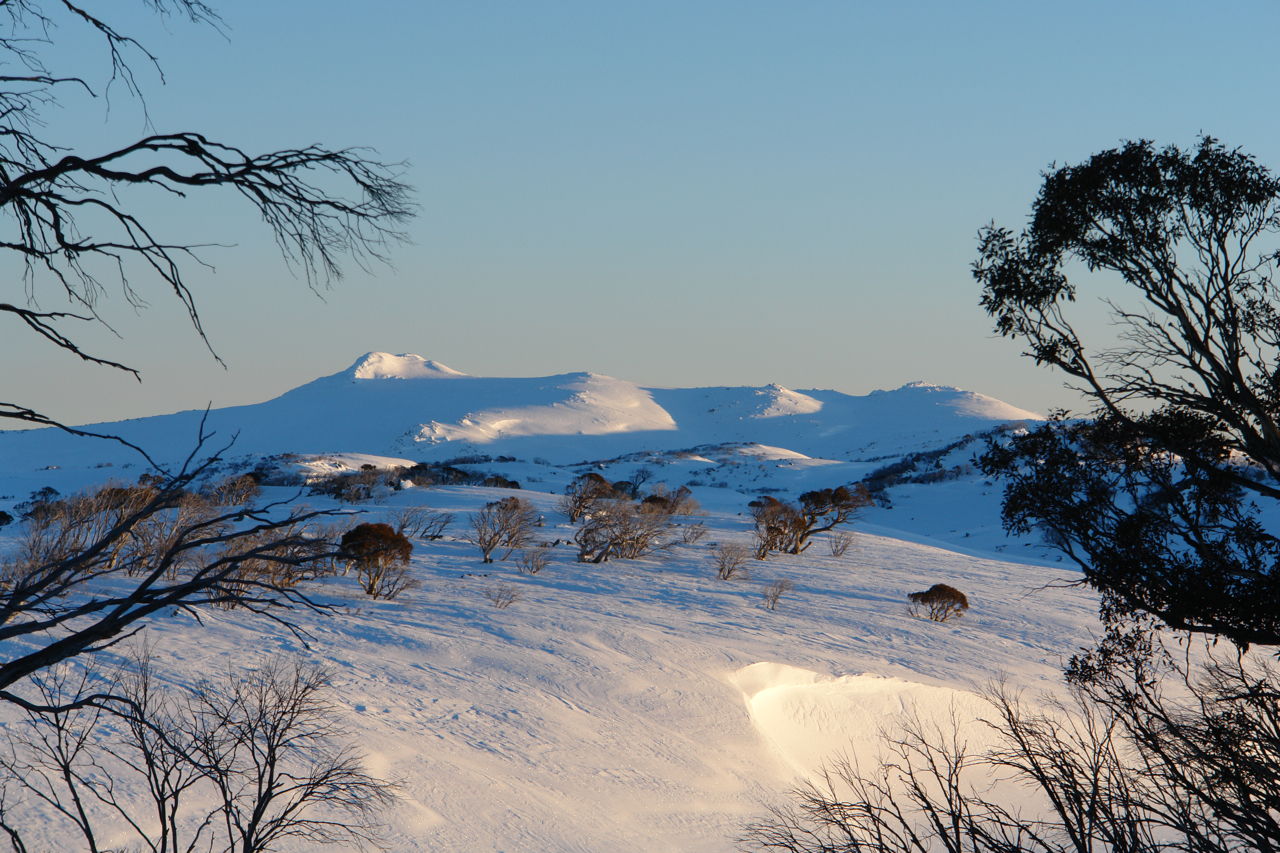
Восход на горе Джагунгал

Специальные гоночные трассы имеются на курортах Сэйнт-Гвиниэр, Маунт-Стирлинг, Лейк-Маунтин в Виктории. Популярные места для лыжных походов и свободного катания — Альпийский национальный парк, Ярра-Рейнджес, парк Бо-Бо, в том числе Богонг, Федертоп, плато Богонггора Хауитт, гора Рейнард (англ. Reynard) и Снежные холмы (англ. Snowy Plains). Гонка Кангару-хоппет привлекает тысячи зрителей и участников.
Горы Бриндабелла, возвышающиеся к западу от Канберры, популярны как место для скоростного спуска; среди местных курортов — Бимбери и Намаджи. Коттедж на горе Франклин, 1938 года постройки, сыграл важнейшую роль в развитии лыжных подъёмников, однако позже был уничтожен пожаром.  Катание по пересечённой местности практикуется также на горе Джинджера высотой 1855 метров.
Когда позволяет погода, лыжный спорт можно практиковать на острове Тасмания, в частности, на горе Крейдл, вошедшей в список мирового культурного наследия ЮНЕСКО. На Тасмании расположено 28 гор выше 1220 метров, а большинство территории зимой хотя бы эпизодически покрывается снегом.

## Снежное покрытие

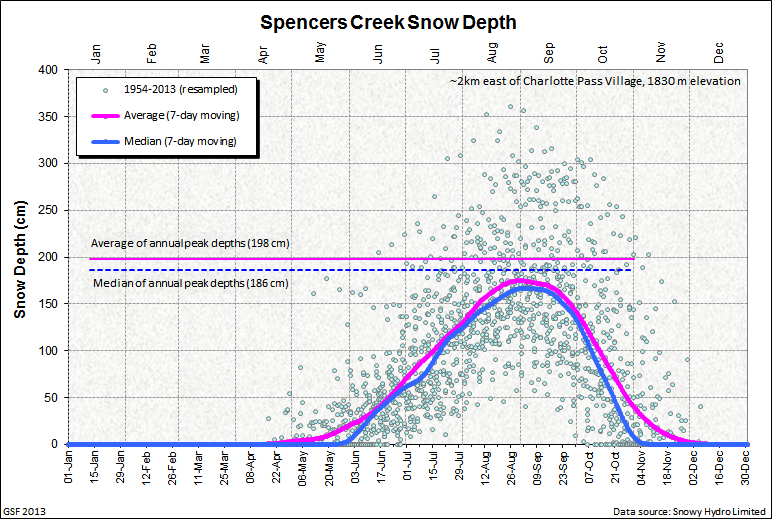
Средняя глубина снега в Спенсерс-Крик, данные Snowy Hydro

Согласно Метеорологическому бюро Австралии, обычно достаточное количество снега находится выше 1500 метров, хотя условия меняются год от года: в 1973 году зима была слишком тёплой, а в 1982 для снегопадов сохранялась недостаточная влажность. С другой стороны, в 1981 году снега было в избытке. Непредсказуемость австралийского снега была особо явной в 2006 году, когда после сильной засухи перед Рождеством пошёл сильный снегопад; даже в горах Данденонг у Мельбурна. В последние годы большое количество снежных пушек снизило зависимость от погоды. В Новом Южном Уэльсе в августе может выпадать до 3,6 метров снега на высоте 1830 метров (Спенсерс-Крик), однако обычно глубина снежного покрова меньше.

## Галерея

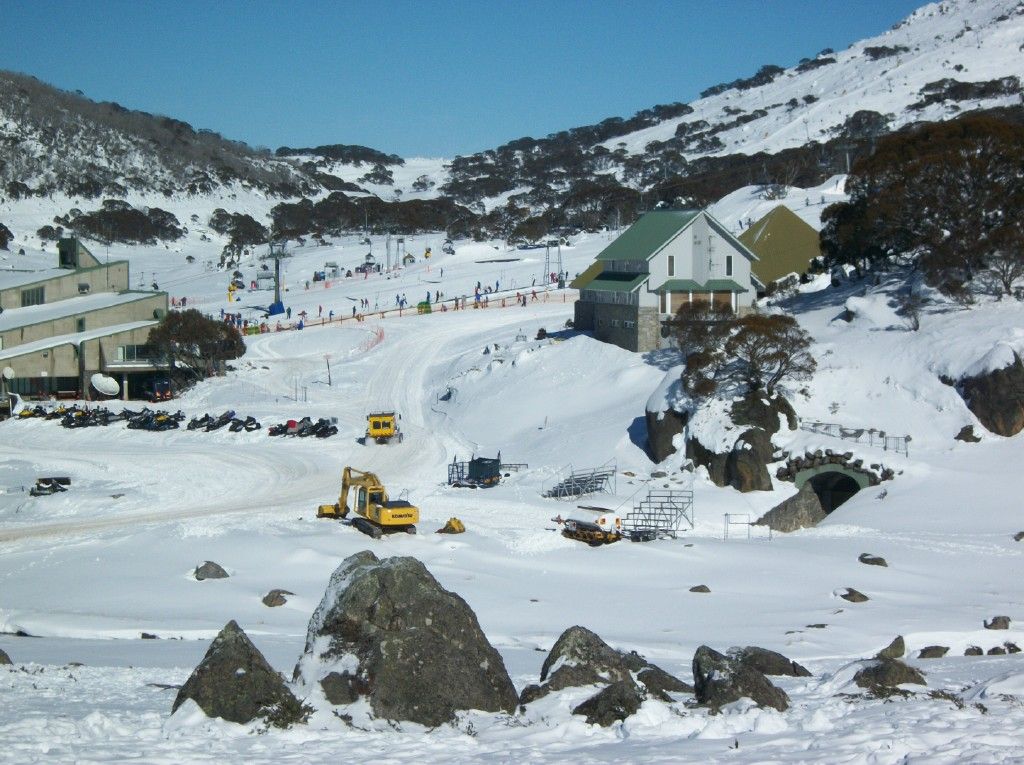
Перишер
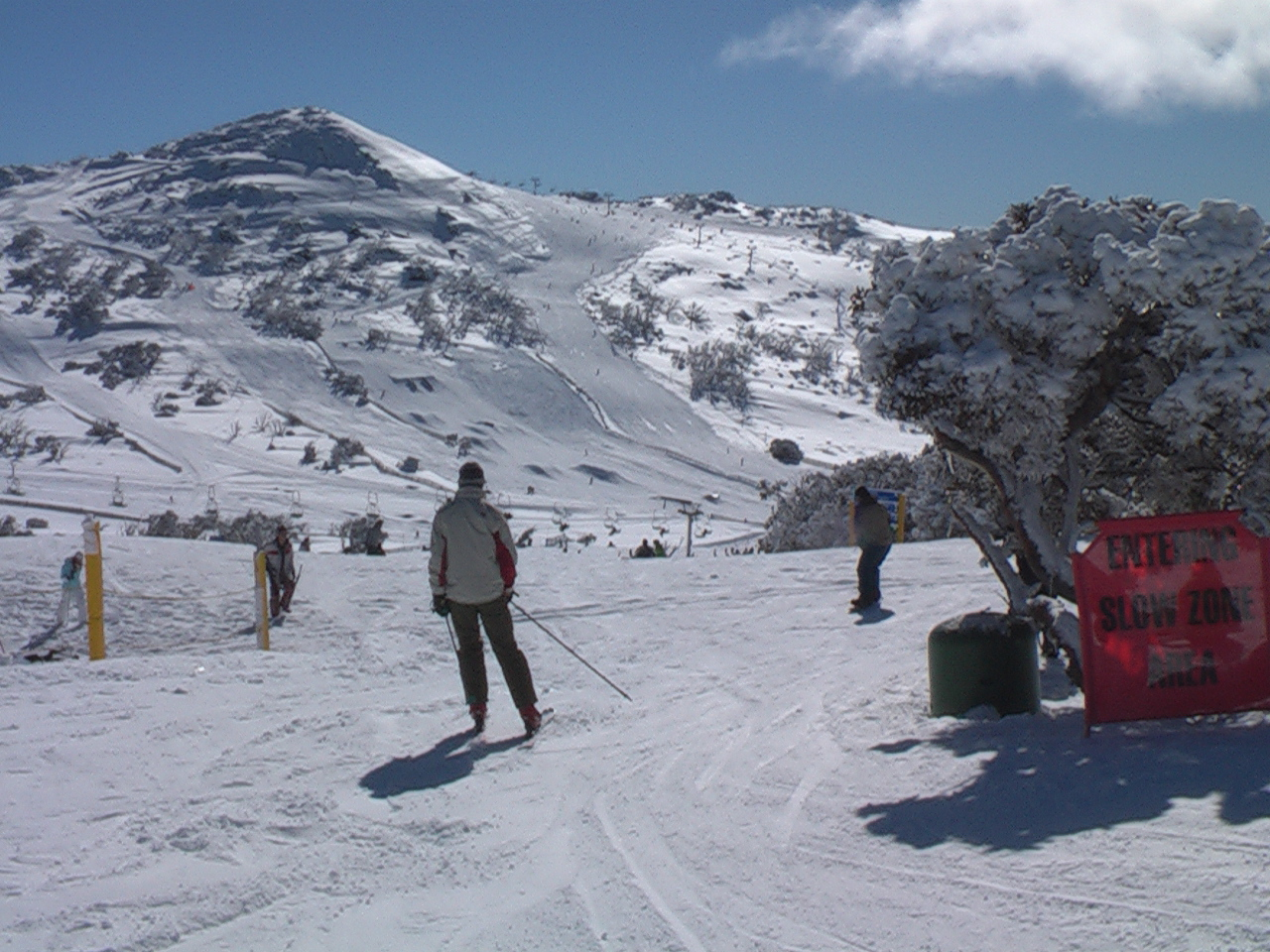
Блю-Кау
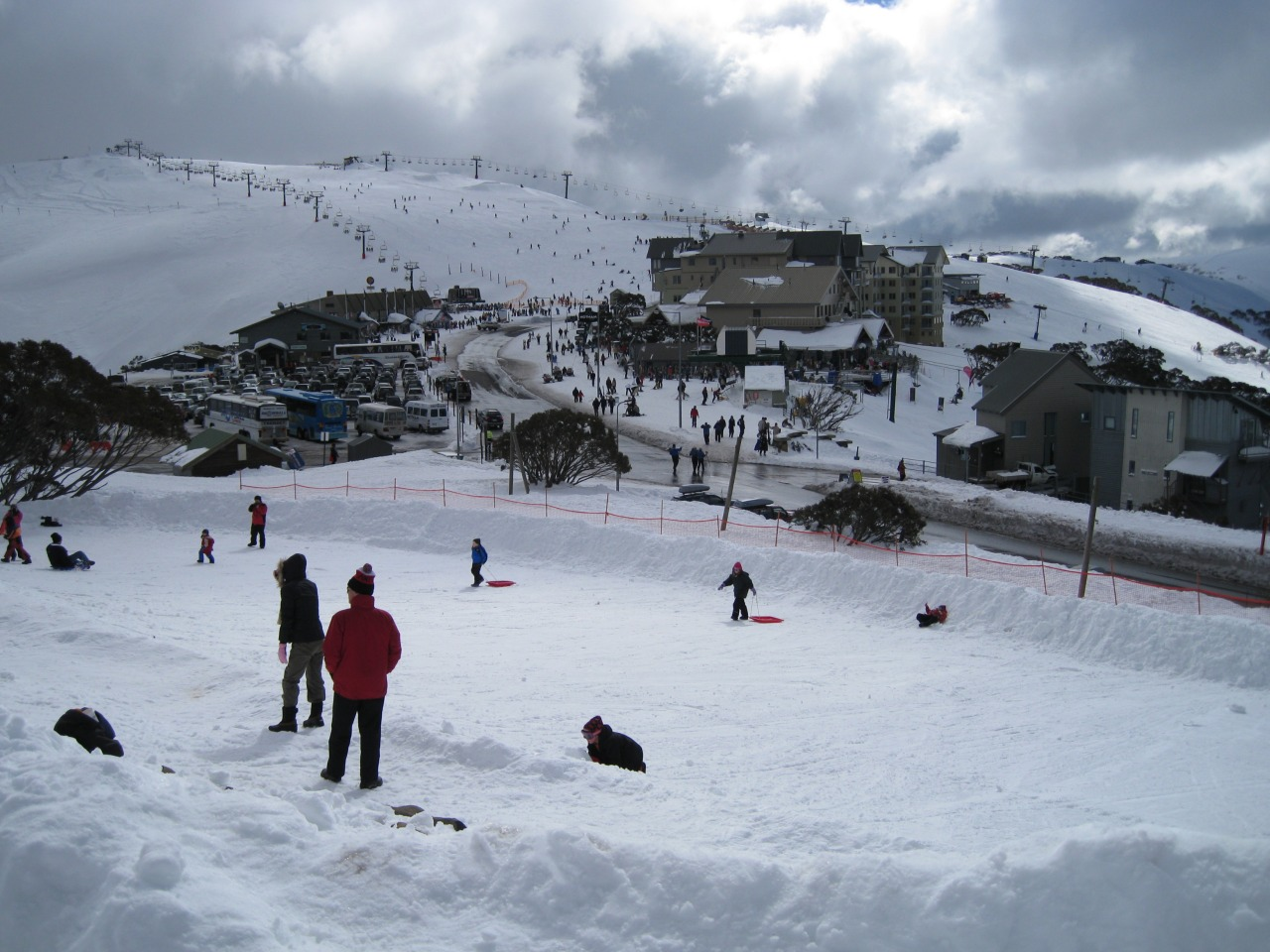
Деревня близ горы Готем
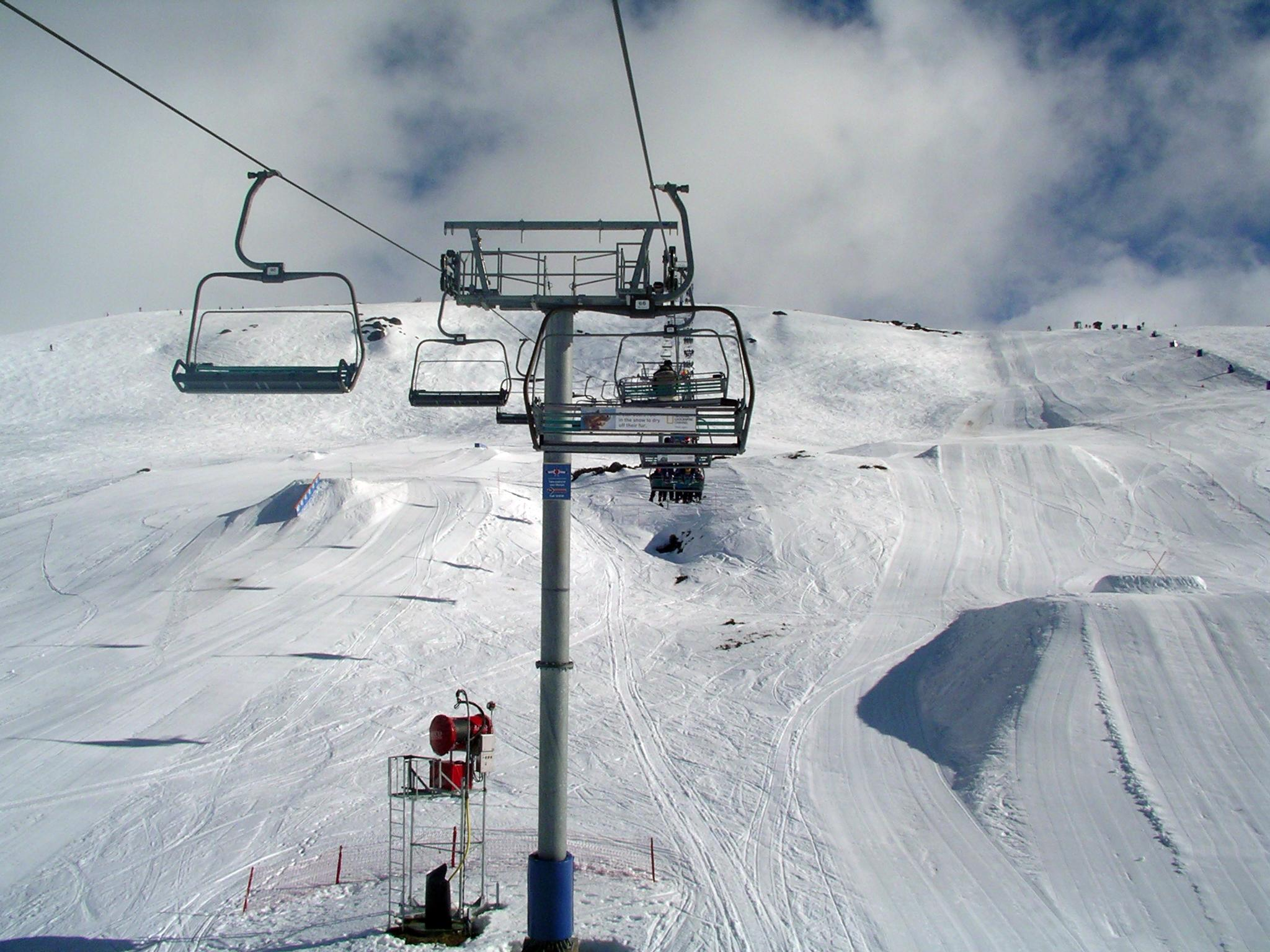
Кресельный подъёмник в Фоллс-Крик
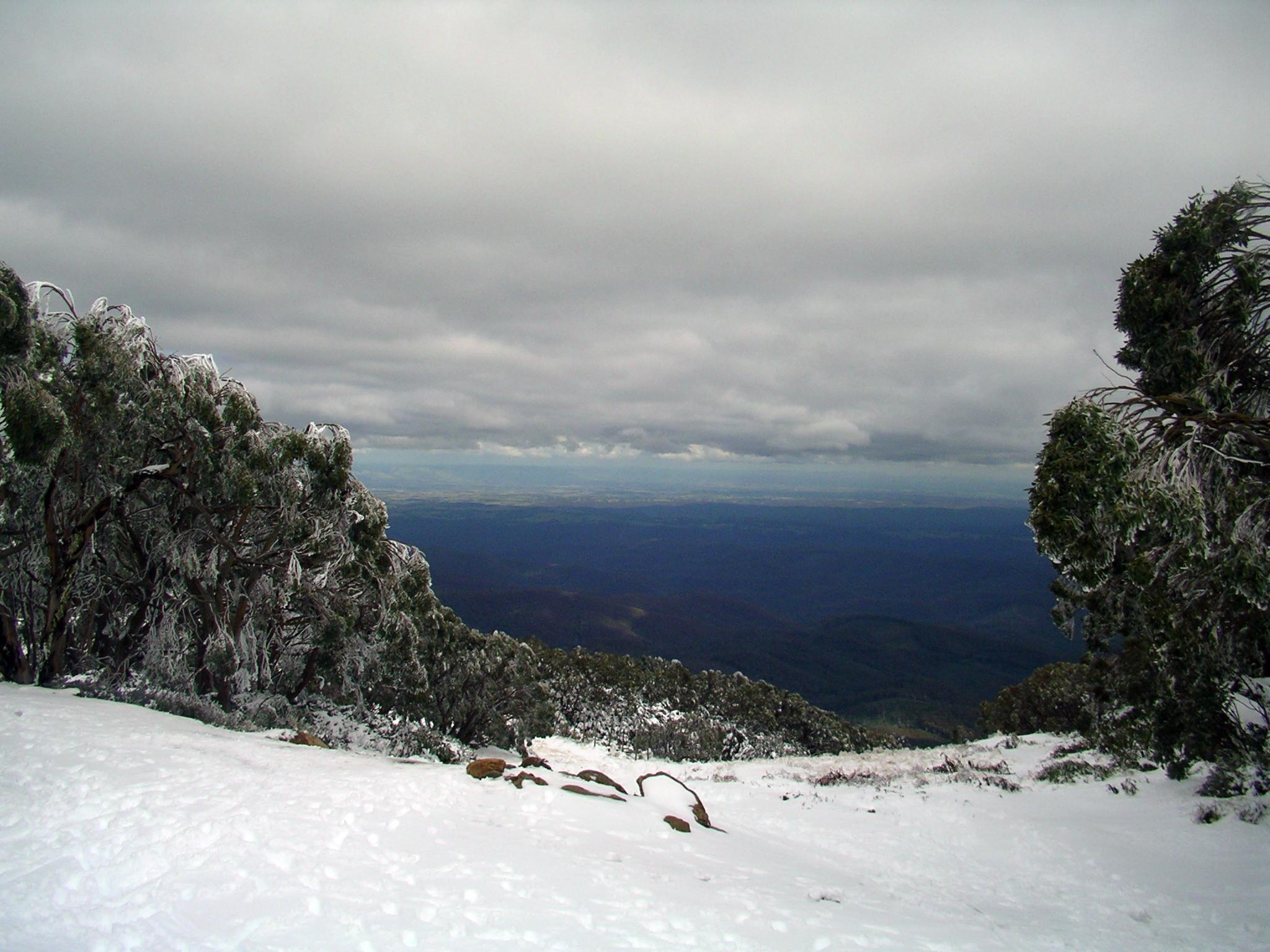
Вид с горы Бо-Бо
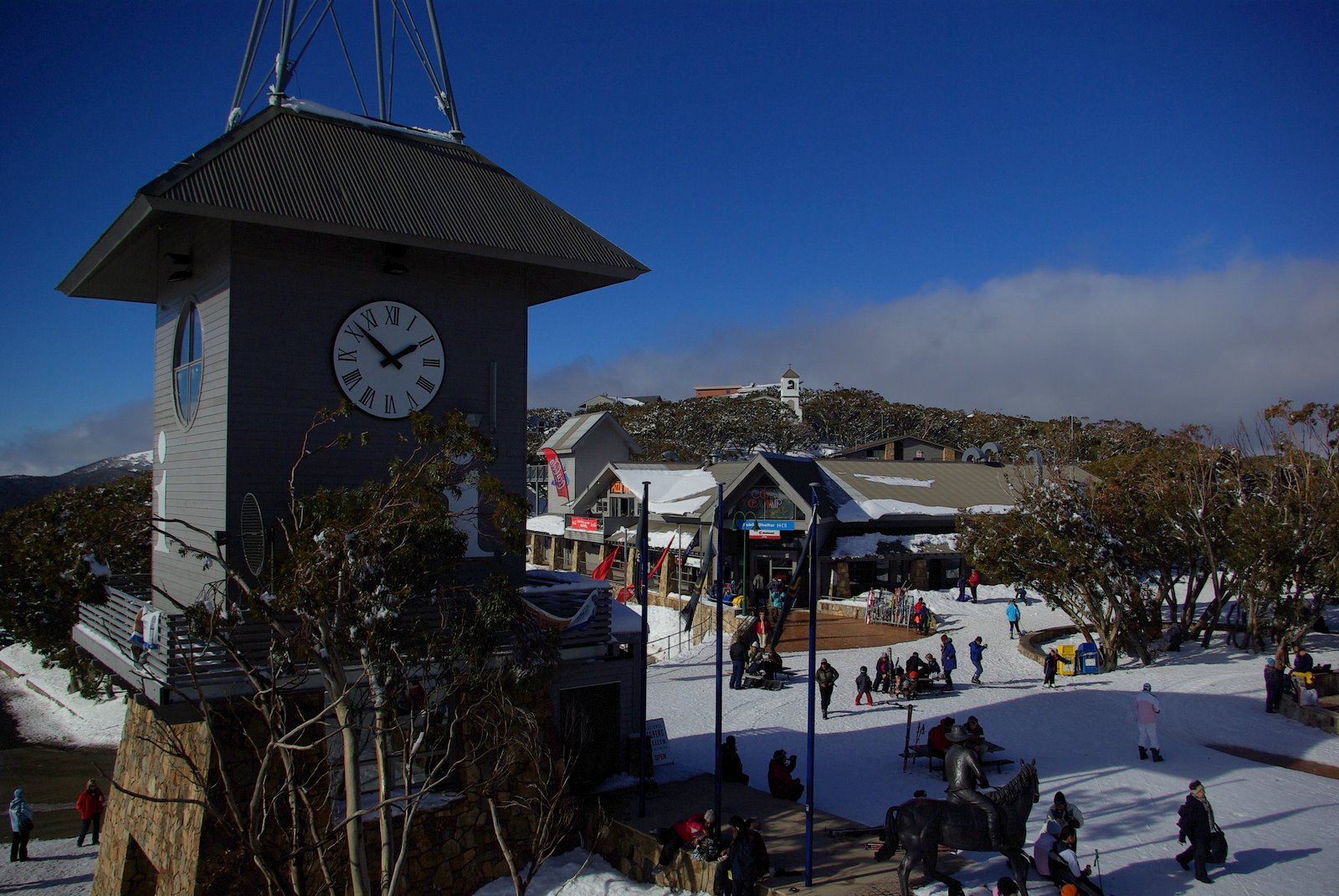
Маунт-Баллер
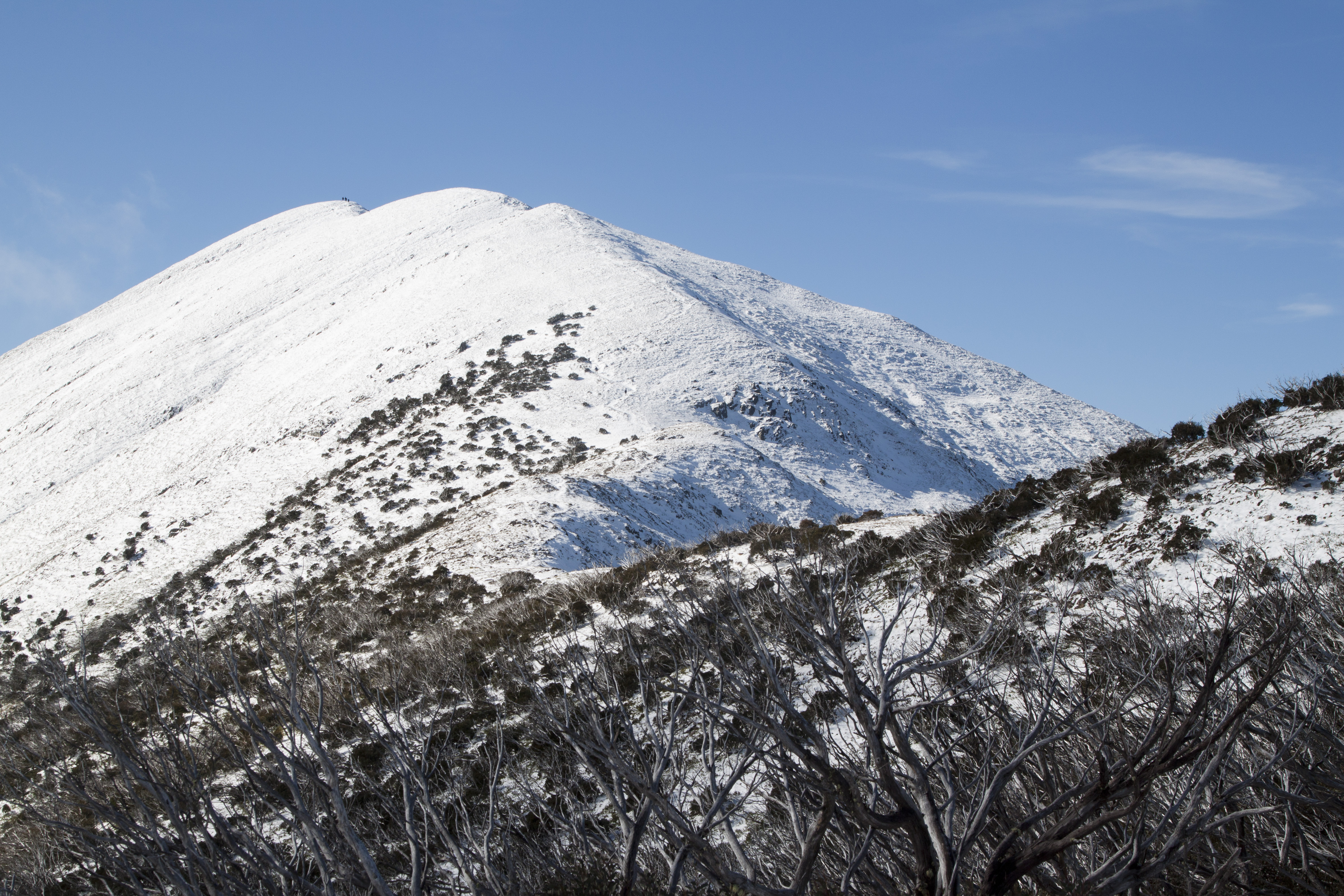
Гора Федертоп
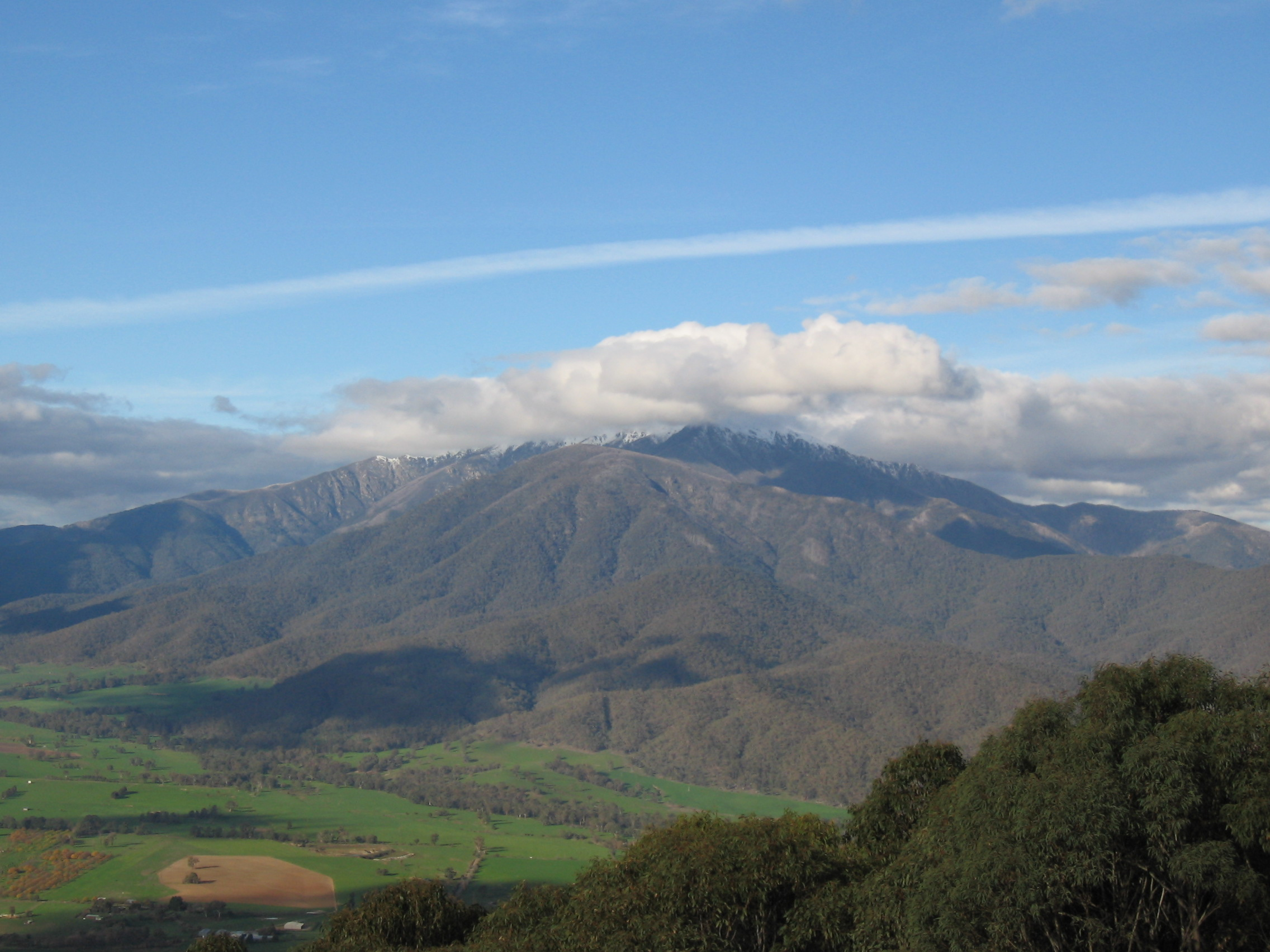
Богонг, высочайшая точка Виктории
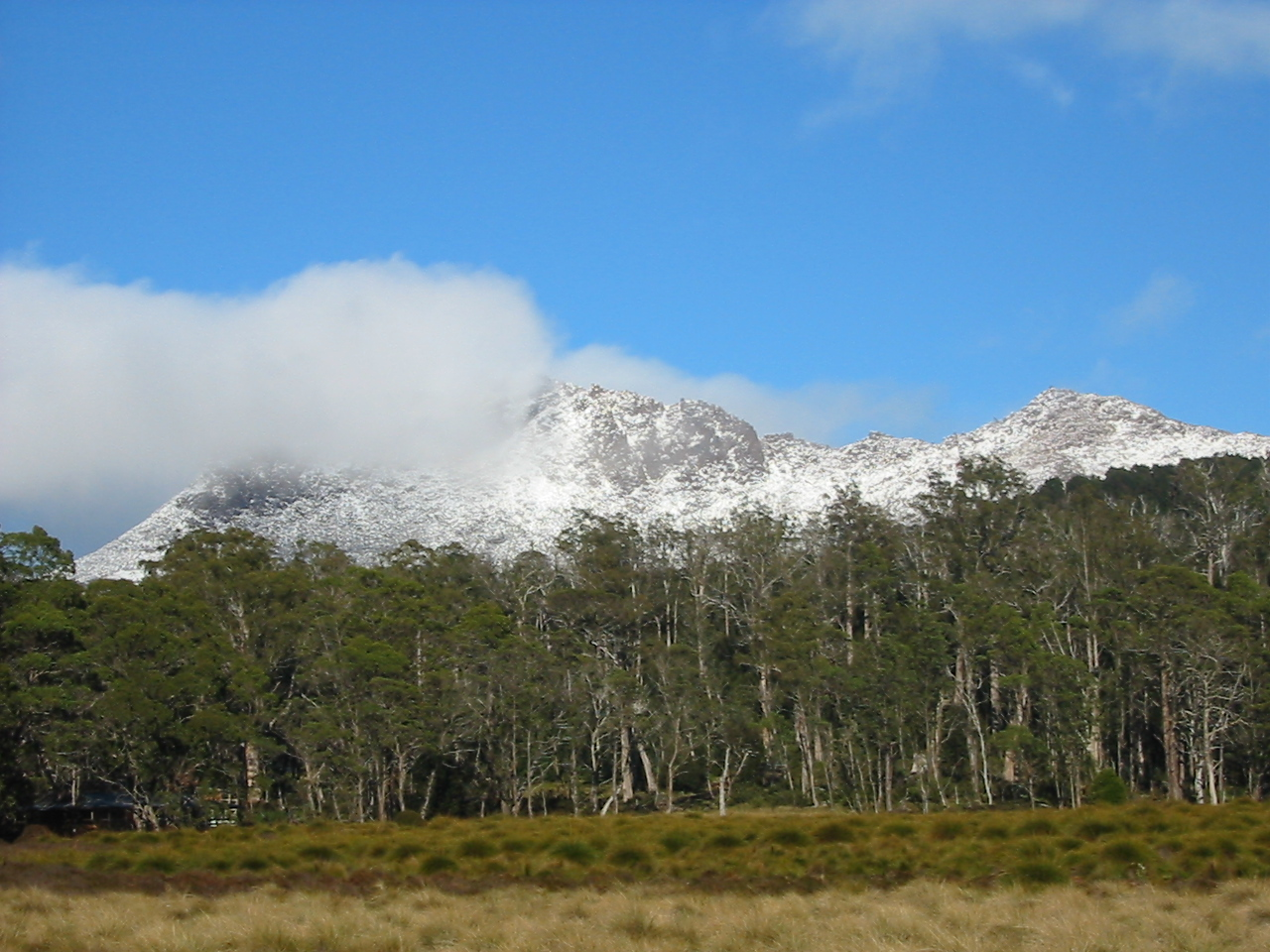
Осса, высочайшая точка Тасмании